# Świdrów
Świdrów (prononciation : [ˈɕfidruf]) est un village polonais de la gmina de Dobre dans le powiat de Mińsk de la voïvodie de Mazovie dans le centre-est de la Pologne.
Il se situe à environ 7 kilomètres au nord-est de Dobre (siège de la gmina), 24 km au nord-est de Mińsk Mazowiecki (siège du powiat) et à 54 km à l'est de Varsovie (capitale de la Pologne).

## Histoire
De 1975 à 1998, le village appartenait administrativement à la voïvodie de Siedlce.